# 大帥哥
《大帥哥》（英語：The Learning Curve of a Warlord），香港電視廣播有限公司拍攝製作的民初恩仇喜剧電視劇；由張衛健、洪永城及蔡思貝領銜主演，並由曹永廉、楊秀惠、譚凱琪、徐榮，李嘉，简淑儿，张达伦，古明华，蔡国庆，林泳淘及赵永洪聯合主演。編審劉彩雲、陳琪、羅佩清，監製徐正康。
此劇為2017年香港國際影視展16部推介劇集之一、2018無綫節目巡禮13部劇集之一及2018年香港國際影視展17部推介劇集之一，並與優酷同步播放。此劇除了有粵語版主題曲《大無畏》和片尾曲《蜜運》，亦同時灌錄了國語版主題曲《我帥故我在》和片尾曲《後來的後來》，四首歌曲皆由張衛健主唱。

## 內容概要
民國初年，戰火連連、軍閥割據一方。劇集以輕鬆幽默、荒誕誇張的手法，描寫主角狄奇的一生，大時代中的小人物，躍升成為軍閥的過程。伍長狄奇（張衞健飾）闖天下，與馬炭（洪永城飾）、羅義（徐榮飾）、冬來（李嘉飾）四兄弟於戰爭上出生入死。狄奇憑古惑的頭腦及運氣連升七級當上旅長，入主昇威鎮，更得賞賜三女子成為姨太太。以為可以享福的狄奇原來四面受敵，但他運用妙計將危機迎刃而解，更將實力大增。此時鎮中卻出現連番怪事，原來是革命黨及日本勢力入侵，狄奇要如何解決？

## 播出時間
| 频道        | 所在地               | 播映日期      | 播出時間                       | 备注                     |
| ----------- | -------------------- | ------------- | ------------------------------ | ------------------------ |
| 優酷視頻    | 中国大陆             | 2018年12月3日 | VIP每星期一至五 21:30 更新一集 |                          |
| 翡翠台      | 香港 / 澳門          | 2018年12月3日 | 星期一至五 21:30               |                          |
| Astro AOD   | 马来西亚             | 2018年12月3日 | 星期一至五 21:30               |                          |
| HUB戲劇首選 | 新加坡               | 2018年12月3日 | 星期一至五 21:30               |                          |
| 八度空间    | 马来西亚             | 2021年1月30日 | 星期六至日 19:00               |                          |
| TVB星河频道 | TVB Anywhere服务地区 | 2022年1月26日 | 星期一至五 19:00               | 1月26日及2月16日仅播一集 |

## 演員表

### 大帥府
| 演員             | 角色   | 暱稱／關係 |
| 關梓陽（青年）   | 狄 奇  | 狄大帥、大帥哥 葉天嬌（舞川奈伊）、艾妞、章沅婉之夫 參見大帥哥陣營 |
| 張衛健           | 狄 奇  | 狄大帥、大帥哥 葉天嬌（舞川奈伊）、艾妞、章沅婉之夫 參見大帥哥陣營 |
| 譚凱琪           | 葉天嬌 | 本劇第四大反派 天嬌、天嬌嫂 原名舞川奈伊 日本皇軍之陸軍少將，從事日本藝妓以隱藏身份，聲稱原為孤兒，由日本藝妓院「滋心苑」藝妓們養育長大並成為藝妓，後被識破 狄奇之大姨太，協助狄奇打理家中事務並且廚藝了得，於第23集正式被狄奇迎娶為正室 外表楚楚可憐，實則詭計多端，城府極深 前為李細龜之姨太，後來被蒙大同賜予狄奇 根本英俊、北野友之上司 章沅婉之天敵 與艾妞針鋒相對 神射手，槍法在馬炭和羅義之上，但一直隱藏技能，曾狙擊狄奇等以掩護北野友 一開始接近狄奇只是為了完成間諜任務，但後來卻真心愛上狄奇 於第6集返回滋心苑，後狄奇與根本英俊交涉後離開滋心苑而回到大帥府，實為牽制及試圖控制狄奇 於第15集得知章沅婉為革命黨成員 於第17集試圖暗中射殺章沅婉，但被馬炭發覺並阻止 於第22集被狄奇試探時自揭真正身份，並以狄奇身邊所有人的性命威脅對方與其合作 於第23集被馬炭、羅義及顧落蘆從狄奇得知是日本人 於第24集被章沅婉得知是日本間諜並當面對質，被章沅婉槍擊但獲狄奇保護而受感動，後被狄奇放走，但最後仍被馬炭追上並被其槍殺死亡 |
| 楊秀惠           | 艾 妞  | 艾妞嫂 舞廳明星 狄奇之二姨太，於第23集在葉天嬌的脅迫下被狄奇休妻，後屈服並同意接受葉天嬌為狄奇正室 與葉天嬌針鋒相對 原為蒙大同之姨太，後來被蒙大同賜予麥先根，再轉賜予狄奇 羅義之暗戀對象，與其有感情線 於第6集重返歌廳，後受羅義感動回到大帥府 於第27集在海豐鎮與李細龜賭博而欠其一百大洋 於第28集因被馬炭拒絕為自己的欠債負責而被收監，實為狄奇計劃的一部分以查探梁政清的情況，後獲釋並應狄奇要求暗中提醒蒙大同穿上避彈衣 |
| 蔡思貝           | 章沅婉 | 沅婉 革命黨卧底 章培元之女 狄奇名義上之三姨太，於第25集正式為其妻子 喜歡狗尾草 在雜崩冷館開設醫護站 威龍猛將軍事訓練學校首席軍醫（第9集起） 原先因革命黨黨員身分被馬炭針對，後和好 葉天嬌之天敵 於第6集因馬炭為救自己斷指受傷而內疚，其後為其製造手指模套讓其戴上 於第15集擬暗殺北野友時不慎遺下一枚黑珍珠耳環，被李細龜取得並用作指證，後以李細龜與小蘇的偷情照片逼使李細龜交出耳環 於第24集得知葉天嬌是日本間諜並當面對質，後欲槍殺其，但因對方獲狄奇保護而失敗 於第25集在監獄中與狄奇拜天地結婚 於第25集被馬炭誤導以為狄奇是殺父仇人，後假裝與馬炭合作對付狄奇 於第28集欲為梁政清報仇而企圖在為蒙大同療傷時將對方殺死，但遭馬炭阻止 於第30集得知馬炭才是殺死章培元的真兇，但表示願意原諒馬炭 蒙大同死後原打算離開昇威鎮繼續革命事業，最後被狄奇追及並與其成眷屬 |
| 歐陽敬賢（童年） | 馬 炭  | 一等兵，後為第八旅副旅長，再兼任威龍猛將軍事訓練學校總教官（第9-18集），後被降為二等兵（第18-21集），於第21集恢復副帥職位，第24集擢升為旅長並掌管昇威鎮 於第30集聯同狄奇用手榴彈殺死蒙大同，但同時不幸被炸死 參見大帥哥陣營 |
| 洪永城           | 馬 炭  | 一等兵，後為第八旅副旅長，再兼任威龍猛將軍事訓練學校總教官（第9-18集），後被降為二等兵（第18-21集），於第21集恢復副帥職位，第24集擢升為旅長並掌管昇威鎮 於第30集聯同狄奇用手榴彈殺死蒙大同，但同時不幸被炸死 參見大帥哥陣營 |
| 徐 榮            | 羅 義  | 一等兵，後為雷霆火炮營營長，於第24集被馬炭升為副帥 身手不凡，體力與射擊不下於馬炭 於第26集被馬炭槍殺 參見大帥哥陣營 |
| 鄭耀軒（童年）   | 冬 來  | 一等兵，後為旋風特工營營長，於第30集升為副帥 身手了得，搏擊術非凡 參見大帥哥陣營 |
| 李 嘉            | 冬 來  | 一等兵，後為旋風特工營營長，於第30集升為副帥 身手了得，搏擊術非凡 參見大帥哥陣營 |
| 吳卓衡（青年）   | 顧落蘆 | 狄奇之軍師及通訊參謀長 參見大帥哥陣營 |
| 曹永廉           | 顧落蘆 | 狄奇之軍師及通訊參謀長 參見大帥哥陣營 |
| 魏惠文           | 華 叔  | 大帥府管家 |
| 黃梓瑋           | 娥 姐  | 大帥府僕人 |
| 曾慧雲           | 英 姐  | 大帥府僕人 |
| 吳綺珊           | 春 花  | 大帥府丫鬟 |
| 吳珮如           | 夏 蘭  | 大帥府丫鬟 |

### 大帥哥陣營
| 演員             | 角色   | 暱稱／關係 |
| 關梓陽（青年）   | 狄 奇  | 狄大帥、大帥哥、光頭仔（蒙大同、李細龜、佘南、麥先根專稱） 真正的「大帥哥」 伍長，後為粵軍第一師第八旅旅長（第2-24集），於第24集被撤職 管轄昇威鎮（第2-24集），於第21集再得到祿豐鎮的管轄權，於第29集獲蒙大同任命為南海四鎮（昇威鎮、祿豐鎮、天豐鎮、海豐鎮）一日大元帥，於第30集在蒙大同死後成為統領南海四鎮大元帥 威龍猛將軍事訓練學校校長（第9集起） 蒙大同之部下，後不獲其信任 與佘南、李細龜、麥先根敵對 臉上的鬍鬚是假的，只會在值得信任的人面前撕下來 於第2集因救助蒙大同有功，由伍長升為旅長，並管轄昇威鎮 多年前從人口販子手中救出馬炭、羅義和冬來，之後就與他們出生入死並結拜為兄弟，後與馬炭反目並成為死敵及被其對付（但仍然對其留着兄弟之情），最後和好 於第12集帶領昇威鎮士兵突襲祿豐鎮，苦戰下大獲全勝並俘虜李細龜和佘南，逼使他們與自己平分祿豐鎮 於第20集搶去佘南所擁有的毒氣彈，於第21集被蒙大同要求交出，後設局令李細龜請求自己處理而全數銷毀 於第22集得知葉天嬌的真正身分 於第23集正式迎娶葉天嬌為正室 於第24集因私下放走葉天嬌而被蒙大同懷疑勾結日本人被捕，並於三天後處決 於第25集在監獄中與章沅婉拜天地結婚，後被羅義劫獄救走 於第27集從裘娸娸中得知根本英俊曾接觸馬炭及馬炭腳上有日本人的家紋紋身 於第28集暗中返回昇威鎮，並聯絡顧落蘆合謀搶去馬炭向李細龜收取用來購買日本軍火的十萬大洋，並嫁禍李細龜 於第29集向李細龜交還十萬大洋及游說其與根本英俊合作對付馬炭，後被馬炭追殺 於第30集揭發馬炭之惡行，後對方在聽過其剖白後與其和好並聯手炸死蒙大同 得知章沅婉離開昇威鎮後追及並與其成眷屬，並表示願意為其放棄大元帥一職 |
| 張衛健           | 狄 奇  | 狄大帥、大帥哥、光頭仔（蒙大同、李細龜、佘南、麥先根專稱） 真正的「大帥哥」 伍長，後為粵軍第一師第八旅旅長（第2-24集），於第24集被撤職 管轄昇威鎮（第2-24集），於第21集再得到祿豐鎮的管轄權，於第29集獲蒙大同任命為南海四鎮（昇威鎮、祿豐鎮、天豐鎮、海豐鎮）一日大元帥，於第30集在蒙大同死後成為統領南海四鎮大元帥 威龍猛將軍事訓練學校校長（第9集起） 蒙大同之部下，後不獲其信任 與佘南、李細龜、麥先根敵對 臉上的鬍鬚是假的，只會在值得信任的人面前撕下來 於第2集因救助蒙大同有功，由伍長升為旅長，並管轄昇威鎮 多年前從人口販子手中救出馬炭、羅義和冬來，之後就與他們出生入死並結拜為兄弟，後與馬炭反目並成為死敵及被其對付（但仍然對其留着兄弟之情），最後和好 於第12集帶領昇威鎮士兵突襲祿豐鎮，苦戰下大獲全勝並俘虜李細龜和佘南，逼使他們與自己平分祿豐鎮 於第20集搶去佘南所擁有的毒氣彈，於第21集被蒙大同要求交出，後設局令李細龜請求自己處理而全數銷毀 於第22集得知葉天嬌的真正身分 於第23集正式迎娶葉天嬌為正室 於第24集因私下放走葉天嬌而被蒙大同懷疑勾結日本人被捕，並於三天後處決 於第25集在監獄中與章沅婉拜天地結婚，後被羅義劫獄救走 於第27集從裘娸娸中得知根本英俊曾接觸馬炭及馬炭腳上有日本人的家紋紋身 於第28集暗中返回昇威鎮，並聯絡顧落蘆合謀搶去馬炭向李細龜收取用來購買日本軍火的十萬大洋，並嫁禍李細龜 於第29集向李細龜交還十萬大洋及游說其與根本英俊合作對付馬炭，後被馬炭追殺 於第30集揭發馬炭之惡行，後對方在聽過其剖白後與其和好並聯手炸死蒙大同 得知章沅婉離開昇威鎮後追及並與其成眷屬，並表示願意為其放棄大元帥一職 |
| 歐陽敬賢（童年） | 馬 炭  | 馬副帥、馬大帥、馬大哥（裘娸娸專用） 本剧第二大反派，后悔改 一等兵，後為第八旅副旅長，再兼任威龍猛將軍事訓練學校總教官（第9-18集），後被降為二等兵（第18-21集），於第21集恢復副帥職位，第24集擢升為旅長並掌管昇威鎮 中日混血兒，於第15集被北野友發現腳上的佐藤家之家紋紋身而證實為佐藤正雄之子 狄奇之副官及結拜兄弟，自小就與其、羅義和冬來出生入死，後與狄奇和冬來反目並對付他們，最後和好 因年少時被狄奇從人口販子中救出而初時對其言聽計從 自小就被母親憎恨、虐待、拒認更賣掉，後得知原因是其被日本人佐藤正雄污辱才懷有自己而患上創傷後壓力症候群，因此每當見到女人被欺負時和見到日本人會動怒及失去理智，並且有仇必報 裘娸娸之單戀對象 仰慕章沅婉 於第6集為救章沅婉而被麥先根開槍射斷右手無名指，後因憎恨麥先根欺負女人而將其亂刀刺死，後將其梟首示眾於祿豐鎮 於第15集拯救章沅婉並企圖殺害北野友時被其透露身世，但不肯接受事實而槍殺其 於第18集不顧狄奇反對自行救裘娸娸而被佘南設下的手榴彈陷阱炸傷，並因違反軍紀而被狄奇降為二等兵 於第20集聯同章沅婉和革命黨救出裘娸娸，後因看到裘娸娸的慘況而槍殺佘南，卻被滿仔目擊 於第21集被滿仔指控殺死佘南，為自保而誣陷其是革命黨，使其被蒙大同槍殺 於第24集槍殺葉天嬌，後因狄奇被捕而接任昇威鎮大帥 於第26集被迫與羅義在李細龜面前鬥槍對決，並槍殺羅義，後被梁政清邀請與革命黨合作，但拒絕合作 於第27集被得悉其是佐藤正雄之子的根本英俊邀請合作 於第28集與梁政清合謀槍殺蒙大同，但因狄奇暗中破壞而失敗，為脫身而誣衊冬來等人為內奸疑犯並將眾人收監，後為購買日本軍火而接洽根本英俊，並游說蒙大同向李細龜徵收十萬大洋來購買日本軍火，但款項被狄奇及顧落蘆用計搶去 於第29集因誤以為玲木愛美被根本英俊非禮而企圖射殺根本英俊，後在根本英俊及李細龜在軍火庫交收時殺害他們，並追殺狄奇 於第30集被狄奇揭發惡行而打算自殺，後被狄奇及章沅婉阻止及感動而悔改，並與狄奇聯手炸死蒙大同，但同時不幸被炸死 |
| 洪永城           | 馬 炭  | 馬副帥、馬大帥、馬大哥（裘娸娸專用） 本剧第二大反派，后悔改 一等兵，後為第八旅副旅長，再兼任威龍猛將軍事訓練學校總教官（第9-18集），後被降為二等兵（第18-21集），於第21集恢復副帥職位，第24集擢升為旅長並掌管昇威鎮 中日混血兒，於第15集被北野友發現腳上的佐藤家之家紋紋身而證實為佐藤正雄之子 狄奇之副官及結拜兄弟，自小就與其、羅義和冬來出生入死，後與狄奇和冬來反目並對付他們，最後和好 因年少時被狄奇從人口販子中救出而初時對其言聽計從 自小就被母親憎恨、虐待、拒認更賣掉，後得知原因是其被日本人佐藤正雄污辱才懷有自己而患上創傷後壓力症候群，因此每當見到女人被欺負時和見到日本人會動怒及失去理智，並且有仇必報 裘娸娸之單戀對象 仰慕章沅婉 於第6集為救章沅婉而被麥先根開槍射斷右手無名指，後因憎恨麥先根欺負女人而將其亂刀刺死，後將其梟首示眾於祿豐鎮 於第15集拯救章沅婉並企圖殺害北野友時被其透露身世，但不肯接受事實而槍殺其 於第18集不顧狄奇反對自行救裘娸娸而被佘南設下的手榴彈陷阱炸傷，並因違反軍紀而被狄奇降為二等兵 於第20集聯同章沅婉和革命黨救出裘娸娸，後因看到裘娸娸的慘況而槍殺佘南，卻被滿仔目擊 於第21集被滿仔指控殺死佘南，為自保而誣陷其是革命黨，使其被蒙大同槍殺 於第24集槍殺葉天嬌，後因狄奇被捕而接任昇威鎮大帥 於第26集被迫與羅義在李細龜面前鬥槍對決，並槍殺羅義，後被梁政清邀請與革命黨合作，但拒絕合作 於第27集被得悉其是佐藤正雄之子的根本英俊邀請合作 於第28集與梁政清合謀槍殺蒙大同，但因狄奇暗中破壞而失敗，為脫身而誣衊冬來等人為內奸疑犯並將眾人收監，後為購買日本軍火而接洽根本英俊，並游說蒙大同向李細龜徵收十萬大洋來購買日本軍火，但款項被狄奇及顧落蘆用計搶去 於第29集因誤以為玲木愛美被根本英俊非禮而企圖射殺根本英俊，後在根本英俊及李細龜在軍火庫交收時殺害他們，並追殺狄奇 於第30集被狄奇揭發惡行而打算自殺，後被狄奇及章沅婉阻止及感動而悔改，並與狄奇聯手炸死蒙大同，但同時不幸被炸死 |
| 徐 榮            | 羅 義  | 羅營長、羅副帥 一等兵，後為雷霆火炮營營長，於第24集被馬炭升為副帥 狄奇之下屬及結拜兄弟，甘願為其付出一切 暗戀艾妞，與其有感情線 多年前被狄奇從人口販子中救出，之後就與其、馬炭和冬來出生入死 於第7集為保護艾妞免被石剛侵犯而被石剛用刀刺傷，後康復 於第12集被李細龜以機關槍射傷，後康復 於第19集被狄奇安排以男色接近佘南，並促成其同意與狄奇結盟 於第24集為救被禁錮的冬來而被葉天嬌困於藏有鼠疫病毒之實驗室內，後在狄奇勸說下被對方放走 於第25集計劃劫獄拯救狄奇，並灌醉冬來和顧落蘆以避免兩人受牽連 於第26集成功劫獄後打暈狄奇，並向李細龜主動提出與馬炭鬥槍對決，因故意射失而最終被馬炭槍殺 |
| 鄭耀軒（童年）   | 冬 來  | 冬營長、少爺仔（顧落蘆專用） 一等兵，後為旋風特工營營長，最後升為副帥 狄奇之結拜兄弟 顧落蘆之少爺，與其感情深厚，但後來失散，最後於第12集在顧落蘆重傷時向其表明身份 跟隨狄奇後其為忘記過去而改名，為名字冬來取自顧落蘆在冬天來到作書僮 家鄉在金山 狄奇之下屬及結拜兄弟，年少時被狄奇從人口販子中救出 自少與狄奇、馬炭和羅義出生入死 與鈴木愛美有感情線，後與其成眷屬 說話不多，惜字如金，僅面對顧落蘆時才會多說話 於第22集在尋找失蹤的阿娟和芬女時無意中發現葉天嬌為內奸，而被日本皇軍禁錮並進行鼠疫病毒人體實驗 於第24集獲救，並發現未受感染 於第28集被馬炭誣衊為內奸疑犯而與士兵一同被監禁 於第29集逃獄，但為救顧落蘆而被再次收監 於第30集獲釋，並在馬炭死後擢升為副帥 |
| 李 嘉            | 冬 來  | 冬營長、少爺仔（顧落蘆專用） 一等兵，後為旋風特工營營長，最後升為副帥 狄奇之結拜兄弟 顧落蘆之少爺，與其感情深厚，但後來失散，最後於第12集在顧落蘆重傷時向其表明身份 跟隨狄奇後其為忘記過去而改名，為名字冬來取自顧落蘆在冬天來到作書僮 家鄉在金山 狄奇之下屬及結拜兄弟，年少時被狄奇從人口販子中救出 自少與狄奇、馬炭和羅義出生入死 與鈴木愛美有感情線，後與其成眷屬 說話不多，惜字如金，僅面對顧落蘆時才會多說話 於第22集在尋找失蹤的阿娟和芬女時無意中發現葉天嬌為內奸，而被日本皇軍禁錮並進行鼠疫病毒人體實驗 於第24集獲救，並發現未受感染 於第28集被馬炭誣衊為內奸疑犯而與士兵一同被監禁 於第29集逃獄，但為救顧落蘆而被再次收監 於第30集獲釋，並在馬炭死後擢升為副帥 |
| 吳卓衡（青年）   | 顧落蘆 | 顧先生、顧參謀、落蘆（冬來專用） 狄奇之軍師及通訊參謀長 為人機智並口才了得，而且知識廣博 曾為麥先根之軍師，但被其猜忌而反目並被其禁錮，後被狄奇等救走 兒時為冬來之書僮，但後來失散，曾一度誤認馬炭是冬來 曾以為冬來一家抛棄自己，自此埋沒良心，金錢至上，與冬來相認後漸漸釋懷 與冬來感情深厚，多次為救對方而不理自己性命安危 一開始對狄奇沒有興趣，後來受其的性格吸引慢慢與他成為好友 于第4集登场 於第6集背叛麥先根並救回狄奇一命，開始輔助狄奇 於第8集正式加入狄奇的陣營 於第12集為救馬炭而被麵粉堆砸暈重傷，最後康復並和冬來相認 於第24集為救被禁錮的冬來而被葉天嬌困於藏有鼠疫病毒之實驗室內，後被對方放走，離開時被馬炭用作炸毀實驗室之炸彈炸傷，後康復 於第28集協助狄奇搶去馬炭向李細龜收取用來購買日本軍火的十萬大洋 於第29集協助冬來等人逃獄，但失敗並遭馬炭捉拿，並令眾人和自己被收監 於第30集獲釋 |
| 曹永廉           | 顧落蘆 | 顧先生、顧參謀、落蘆（冬來專用） 狄奇之軍師及通訊參謀長 為人機智並口才了得，而且知識廣博 曾為麥先根之軍師，但被其猜忌而反目並被其禁錮，後被狄奇等救走 兒時為冬來之書僮，但後來失散，曾一度誤認馬炭是冬來 曾以為冬來一家抛棄自己，自此埋沒良心，金錢至上，與冬來相認後漸漸釋懷 與冬來感情深厚，多次為救對方而不理自己性命安危 一開始對狄奇沒有興趣，後來受其的性格吸引慢慢與他成為好友 于第4集登场 於第6集背叛麥先根並救回狄奇一命，開始輔助狄奇 於第8集正式加入狄奇的陣營 於第12集為救馬炭而被麵粉堆砸暈重傷，最後康復並和冬來相認 於第24集為救被禁錮的冬來而被葉天嬌困於藏有鼠疫病毒之實驗室內，後被對方放走，離開時被馬炭用作炸毀實驗室之炸彈炸傷，後康復 於第28集協助狄奇搶去馬炭向李細龜收取用來購買日本軍火的十萬大洋 於第29集協助冬來等人逃獄，但失敗並遭馬炭捉拿，並令眾人和自己被收監 於第30集獲釋 |
| 邵卓堯           | 陳 標  | 士兵 於第28集被馬炭嫁禍為內奸疑犯而與冬來及眾士兵一同被監禁 於第30集獲釋 |
| 趙樂賢           | 王 強  | 士兵 於第28集被馬炭嫁禍為內奸疑犯而與冬來及眾士兵一同被監禁 於第30集獲釋 |
| 張漢斌           | 劉 勇  | 士兵 |
| 霍健邦           | 李 猛  | 士兵 |

### 蒙系軍閥
| 演員           | 角色   | 暱稱／關係 |
| 蔡國慶         | 蒙大同 | 本劇終極大反派 蒙大帥 粵軍第一師師長，蒙系領袖 李細龜、麥先根、佘南、狄奇、馬炭之上級 於第2集提拔狄奇為旅長 於第24集懷疑狄奇與日本人勾結而將狄奇廢除，並將馬炭升為旅長頂替狄奇大帥之位兼命令其三日內處決狄奇 於第28集審問梁政清時差點遭其槍殺，幸得狄奇透過艾妞提醒穿上避彈衣而保命 於第29集任命狄奇為南海四鎮之一日大元帥 於第30集以捉拿革命黨為藉口到昇威鎮欲大開殺戒，後被狄奇及馬炭聯手炸死 造型參照：大軍閥                                   |
| 亞 妹          | 少帥狗 | 少帥 老虎狗 蒙大同之「乾兒子」 於第2集起被送到狄奇府上照顧 |
| 張達倫         | 李細龜 | 本劇第三大反派 李大帥、縮頭龜 粵軍第一師第五旅旅長，管轄海豐鎮，於第21集再得到天豐鎮的管轄權（但後被馬炭控制） 蒙大同之部下 經營炮彈賭場 被狄奇通稱為「蝦餃燒賣契弟同盟」 與狄奇敵對，於第29集與其合作對付馬炭 與麥先根、佘南不和，但初時聯手對付狄奇，後與佘南反目 於第29集與根本英俊交收軍火期間被馬炭制伏，企圖自殺時被馬炭槍殺 |
| 彭懷安         | 麥先根 | 本劇前期大反派 麥大帥、麥痴根、痴根 粵軍第一師第六旅旅長，管轄祿豐鎮 蒙大同之部下 經營拳館 被狄奇通稱為「蝦餃燒賣契弟同盟」 與李細龜、佘南不和，但初時聯手對付狄奇 與狄奇敵對並欲佔領昇威鎮 於第6集被顧落蘆出賣後挾持章沅婉，但最終被馬炭亂刀刺死，死後被割下頭顱，掛在祿豐鎮示眾 |
| 古明華         | 佘 南  | 本劇第五大反派 佘大帥、大懶蛇、大毒蛇 粵軍第一師第七旅旅長，管轄天豐鎮 蒙大同之部下 經營鴉片煙檔 同性戀者，有龍陽之癖 滿仔之男友 與狄奇敵對，後於第19集在羅義促成下同意與狄奇結盟，於第20集瓦解 被狄奇通稱為「蝦餃燒賣契弟同盟」 與李細龜、麥先根不和，但初時聯手對付狄奇，後與李細龜反目 瞞著蒙大同向蘇聯人購入毒氣彈，最後被狄奇等搶去 於第18集禁錮及毒打裘娸娸並以其作人質要脅狄奇，並向其注射福壽膏 於第20集向狄奇投降後被其打暈，後被馬炭槍殺 |
| 關梓陽（青年） | 狄 奇  | 狄大帥、大帥哥 伍長，後為粵軍第一師第八旅旅長（第2-24集），後為統一南海四鎮大元帥（第30集） 參見大帥哥陣營 |
| 張衛健         | 狄 奇  | 狄大帥、大帥哥 伍長，後為粵軍第一師第八旅旅長（第2-24集），後為統一南海四鎮大元帥（第30集） 參見大帥哥陣營 |
| 洪永城         | 馬 炭  | 馬大帥、馬大哥 一等兵，後為第八旅副旅長，再兼任威龍猛將軍事訓練學校總教官（第9-18集），後被降為二等兵（第18-21集），於第21集恢復副帥職位，第24集擢升為旅長並掌管昇威鎮 參見大帥哥陣營 |
| 陳建文         | 呂耀威 | 呂副官 粵軍第一師第五旅副旅長 李細龜之副官 於第29集被馬炭槍殺 |
| 蔡國威         | 石 剛  | 石副官 粵軍第一師第六旅副旅長 麥先根之副官 |
| 鄭詠謙         | 金 堅  | 金副官 粵軍第一師第七旅副旅長 佘南之副官 於第20集被狄奇槍殺 |
| 楊證樺         | 洪副官 | 蒙大同之副官 於第2集背叛蒙大同，欲將其刺殺，卻被狄奇用手榴彈炸斷右手失血致死，死後被掛屍昇威鎮示眾 |
| 黃耀煌         | 滿 仔  | 小滿、佘南嘅契兄弟（狄奇專稱） 佘南之部下兼男友 為佘南管理鴉片煙檔 討厭羅義 於第21集指證馬炭槍殺佘南失敗反被馬炭誣陷為革命黨，後被蒙大同槍殺 |
| 馮奕森         |        | 佘南之部下 負責看守裘娸娸 |
| 黃榮燊         |        | 呂耀威之手下 于第29集被马炭枪杀 |
| 譚焯升         |        | 呂耀威之手下 于第29集被马炭枪杀 |

### 昇威鎮

#### 裘家／雜崩冷館
| 演員   | 角色     | 暱稱／關係 |
| 楊瑞麟 | 裘千差   | 昇威鎮鎮長／雜崩冷館老闆，後兼任昇威鎮士兵 朱姝之夫 裘娸娸之父 |
| 馬蹄露 | 朱 姝    | 裘大嫂 鎮長夫人／雜崩冷館老闆娘 裘千差之妻 裘娸娸之母 |
| 簡淑兒 | 裘娸娸   | 娸娸 裘千差、朱姝之女 單戀馬炭，曾經多次向馬炭表明心意，但其沒有察覺 於第18集因誤闖入佘南的軍事基地而被其禁錮及毒打 於第20集被馬炭與章沅婉救走，被發現曾被佘南多次注射福壽膏，後被章沅婉治療後康復 |
| 李綺雯 | 阿 珍    | 雜崩冷館夥記 阿七之妻 |
| 周麗欣 | 阿 娣    | 雜崩冷館夥記 |
| 李漫芬 | 阿 蓮    | 雜崩冷館夥記 |
| 林泳淘 | 鈴木愛美 | 愛美姐姐 「滋心苑」日本藝妓 與冬來有感情線，後與其成眷屬 於第22集幫助被禁錮的冬來向狄奇通報葉天嬌的真正身份 於第23集秘密通知狄奇，指出冬來等人被禁錮的地點 於第24集協助救出冬來等人，後離開「滋心苑」並到雜崩冷館暫居 於第29集應顧落蘆要求假裝被根本英俊非禮以刺激馬炭，並因離間馬炭與根本英俊而遭馬炭收監，於第30集獲釋 |

#### 其他鎮民
| 演員   | 角色   | 暱稱／關係 |
| 李 岡  | 王大發 | 海味店老闆 |
| 杜大偉 | 麥家富 | 玉石店老闆 |
| 易智遠 | 陳有金 | 酒樓老闆 |
| 曾守明 | 麥老闆 | 海味店老闆（第10-11集） |
| 陳狄克 | 娟 爹  | 生果店老闆，後兼任昇威鎮士兵 阿娟之父 於第28集被馬炭誣衊為內奸疑犯而與冬來及眾士兵一同被監禁，於第30集獲釋                                                    |
| 蘇恩磁 | 芬 媽  | 芬女之母 |
| 吳嘉儀 | 阿 娟  | 娟爹之女 於第22集被日本皇軍禁錮並進行人體實驗 於第24集獲救，並返回昇威鎮接受治療後漸漸康復                                                                    |
| 謝文欣 | 芬 女  | 芬母之女 於第22集被日本皇軍禁錮並進行人體實驗 於第24集獲救，並返回昇威鎮接受治療後漸漸康復                                                                    |
| 湯俊明 | 阿 七  | 豬肉佬，後兼任昇威鎮士兵 阿珍之夫 於第10集無意中偷窺章沅婉被馬炭發現而導致使馬炭情緒失控 於第28集被馬炭誣衊為內奸疑犯而與冬來及眾士兵一同被監禁，於第30集獲釋 |
| 張詩欣 |        | 昇威鎮鎮民 |
| 江富強 |        | 昇威鎮鎮民 |
| 朱樂洺 |        | 昇威鎮鎮民 |
| 何沛霖 |        | 昇威鎮鎮民 |
| 王靖怡 |        | 昇威鎮鎮民 |
| 黃穎君 |        | 昇威鎮鎮民 |

### 日本陸軍
- 于第29集根本英俊死后，日本正式投降

| 演員   | 角色     | 暱稱／關係 |
| 譚凱琪 | 舞川奈伊 | 化名葉天嬌 陸軍少將，從事日本藝妓以隱藏身份 根本英俊、北野友之上司 於第24集被馬炭槍殺 參見大帥府 |
| 趙永洪 | 根本英俊 | 根本先生，根本扮英俊先生 (狄奇專稱) 本剧后期大反派 軍官兼間諜 舞川奈伊之下屬 經營日本藝妓院「滋心苑」 曾暗中與李細龜和佘南勾結 于第7集登场 於第24集察覺馬炭腳上的佐藤家之家紋紋身 於第27集向馬炭提出合作，並提議培育他成為南方最有勢力的人 於第29集被狄奇使計挑撥與馬炭之關係並聽從其意見與李細龜交收軍火，交收期間被馬炭割喉殺害。 |
| 江榮暉 | 北野友   | 北野導演 本剧前期大反派 表面上為日本映畫導演，到昇威鎮拍攝大自然映畫，實為日本間諜及軍工戰略專家，勘察昇威鎮環境及軍力以便日軍進攻 舞川奈伊之下屬 革命黨之暗殺對象 被根本英俊要求狄奇保障安全 於第14集曝露身份後離開昇威鎮以避免被殺 於第15集險被章沅婉殺害，欲自衛殺章沅婉時被馬炭阻止，卻因此得知馬炭身世，最後被馬炭槍殺         |
| 姚宏遠 |          | 根本英俊之助手 |
| 黃毅進 |          | 北野友之攝影師 於第15集被馬炭槍殺 |
| 吳展驊 |          | 北野友之助導 於第15集被馬炭槍殺 |

### 革命黨
- 于第28集除了章沅婉除外，其他革命党全数死亡

| 演員   | 角色   | 暱稱／關係 |
| 陳嘉輝 | 梁政清 | 清叔叔 領袖 章沅婉之上司，命令其刺殺狄奇 章培元之學生 于第3集登场 於第26集邀請馬炭與革命黨合作，但遭對方拒絕 於第27集告知章沅婉及馬炭殺害章培元的真兇腳上有紋身 於第28集假裝刺殺馬炭失敗並被帶到蒙大同面前，實為與馬炭合謀槍殺蒙大同的計劃，但因狄奇暗中破壞最終被蒙大同及馬炭槍殺 |
| 蔡思貝 | 章沅婉 | 沅婉 卧底 參見大帥府 |
| 曾海昌 | 鐵     | 黨員 於第1集與章沅婉暗殺蒙大同失敗被捕後，被狄奇放走，後被洪副官伏擊而死 |
| 容天佑 | 銀     | 黨員 於第1集與章沅婉暗殺蒙大同失敗被捕後，被狄奇放走，後被洪副官伏擊而死 |
| 梁博恩 | 銅     | 黨員 於第1集與章沅婉暗殺蒙大同失敗被捕後，被狄奇放走，後被洪副官伏擊而死 |
| 司徒暉 |        | 黨員 於第14集被葉天嬌殺害 |
| 葉家泓 |        | 黨員 於第14集被葉天嬌殺害 |
| 陳俊堅 | 陳 浩  | 黨員 於第20集與章沅婉一同偷取佘南的毒氣彈不遂，被捉拿後被佘南槍殺 |
| 伍富橋 | 黃     | 黨員 於第20集與章沅婉一同偷取佘南的毒氣彈不遂，被捉拿後被佘南槍殺 |
| 林宥喬 | 李     | 黨員 於第20集與章沅婉一同偷取佘南的毒氣彈不遂，被捉拿後被佘南槍殺 |

### 其他演員
| 演員   | 角色     | 暱稱／關係                                                                          |
| 陳榮峻 | 章培元   | 清元書院著名學者 章沅婉之亡父 八年前表面上被狄奇槍殺，實被馬炭槍殺 名字參照：蔡元培 |
| 王致狄 |          | 章培元之學生                                                                        |
| 吳偉豪 |          | 章培元之學生                                                                        |
| 利穎怡 |          | 章培元之學生                                                                        |
| 莫家淦 | 徐 劍    |                                                                                     |
| 劉溫馨 | 小泉馨   | 「滋心苑」日本藝妓                                                                  |
| 徐玟晴 | 伊藤百合 | 「滋心苑」日本藝妓                                                                  |
| 馮秀華 | 島田惠   | 「滋心苑」日本藝妓                                                                  |
| 楊家寶 | 井上小蝶 | 「滋心苑」日本藝妓                                                                  |
| 沈愛琳 |          | 「滋心苑」日本藝妓                                                                  |
| 盧偉文 |          | 荷官                                                                                |
| 祝文君 |          | 馬炭之亡母，憎恨、虐待、拒認更賣掉其 被佐藤正雄污辱而痛恨其                         |
| 余應彤 |          | 士兵                                                                                |
| 吳香倫 |          | 章沅婉之亡母 章培元之妻                                                             |
| 蓋世寶 |          | 冬來之亡母 多年前被人口販子殺死                                                     |
| 鄧永健 |          | 冬來之亡父 多年前被人口販子殺死                                                     |
| 鄭家生 |          | 人口販子 多年前殺死冬來之父母並欲販賣冬來，後被狄奇發現並殺死                       |
| 陳婉衡 | 小 蘇    | 蒙大同之姨太 與李細龜有染，兩人偷情時被羅義無意中發現                               |

## 收視

### 香港
本劇於香港無綫電視翡翠台及myTV SUPER7日跨平台總收視之紀錄：
| 週次 | 集數  | 日期                        | 收視率 | 備註                                                          |
| 1    | 1-5   | 2018年12月3日-12月7日       | 28點   | 星期一至五總收視27.5點 首集總收視28.5點                       |
| 2    | 6-10  | 2018年12月10日-12月14日     | 27點   | 星期一至五總收視26.7點                                        |
| 3    | 11-15 | 2018年12月17日-12月21日     | 27點   | 星期一至五總收視27.1點                                        |
| 4    | 16-20 | 2018年12月24日-12月28日     | 26點   | 星期一至五總收視25.6點                                        |
| 5    | 21-25 | 2018年12月31日-2019年1月4日 | 29點   | 星期一至五總收視29點 第24集總收視31.8點                       |
| 6    | 26-30 | 2019年1月7日-1月11日        | 30點   | 星期一至五總收視30.4點 第30集總收視35.7點，最後30分鐘高達42點 |
| 全劇 | 全劇  | 全劇                        | 28點   | 平均收視27.7點                                                |

### 澳門
本劇於澳門TVB Anywhere7日總收視之紀錄：
| 週次 | 集數  | 日期                        | 收視率 | 備註                   |
| 1    | 1-5   | 2018年12月3日-12月7日       | 17點   | 星期一至五總收視17.2點 |
| 2    | 6-10  | 2018年12月10日-12月14日     | 17點   | 星期一至五總收視17.0點 |
| 3    | 11-15 | 2018年12月17日-12月21日     | 17點   | 星期一至五總收視17.3點 |
| 4    | 16-20 | 2018年12月24日-12月28日     | 16點   | 星期一至五總收視15.9點 |
| 5    | 21-25 | 2018年12月31日-2019年1月4日 | 19點   | 星期一至五總收視18.5點 |
| 6    | 26-30 | 2019年1月7日-1月11日        | 19點   | 星期一至五總收視19.1點 |
| 全劇 | 全劇  | 全劇                        | 18點   | 平均收視17.5點         |

### 廣州
本劇於香港無綫電視翡翠台在廣州同步播放收視之紀錄：
| 週次 | 集數  | 日期                        | CSM省网 | CSM市网 | 合計  | 收視份額 | 電視劇周排名 |
| 1    | 1-5   | 2018年12月3日-12月7日       |         |         |       |          |              |
| 2    | 6-10  | 2018年12月10日-12月14日     | 2.40    | 1.01    | 3.41  | 15.94%   | 2            |
| 3    | 11-15 | 2018年12月17日-12月21日     |         |         |       |          |              |
| 4    | 16-20 | 2018年12月24日-12月28日     |         |         |       |          |              |
| 5    | 21-25 | 2018年12月31日-2019年1月4日 | 2.25    | 1.45    | 3.70  | 15.71%   | 3            |
| 6    | 26-30 | 2019年1月7日-1月11日        | 2.69    | 1.89    | 4.58* | 18.26%   | 3            |
| 全劇 |       |                             |         |         |       |          |              |

*結局周收視破4，是2018年下半年以來翡翠台在廣州同步播放劇集收視的最高紀錄。

## 獎項及提名

### 萬千星輝頒獎典禮2018
| 獎項               | 單位                   | 結果             |
| ------------------ | ---------------------- | ---------------- |
| 最佳劇集           | 大帥哥                 | 提名             |
| 最佳男主角         | 張衛健                 | 提名（最後五強） |
| 最佳男主角         | 洪永城                 | 提名             |
| 最佳女主角         | 蔡思貝                 | 提名             |
| 最佳男配角         | 曹永廉                 | 提名（最後五強） |
| 最佳女配角         | 楊秀惠                 | 提名             |
| 最受歡迎電視男角色 | 張衛健                 | 提名（最後五強） |
| 最受歡迎電視男角色 | 洪永城                 | 提名             |
| 最受歡迎電視女角色 | 蔡思貝                 | 提名             |
| 最受歡迎劇集歌曲   | 大無畏（主唱：張衛健） | 提名             |
| 最受歡迎劇集歌曲   | 蜜運（主唱：張衛健）   | 提名             |

### 香港電視大獎2018
| 獎項             | 單位                 | 結果 |
| ---------------- | -------------------- | ---- |
| 男主角獎（劇集） | 張衞健（狄奇）       | 獲獎 |
| 男主角獎（劇集） | 洪永城（馬炭）       | 提名 |
| 女主角奬（劇集） | 蔡思貝（章沅婉）     | 提名 |
| 女主角奬（劇集） | 譚凱琪（葉天嬌）     | 提名 |
| 男配角獎（劇集） | 徐榮（羅義）         | 提名 |
| 劇集及節目歌曲獎 | 《大無畏》（張衞健） | 提名 |
| 劇集及節目歌曲獎 | 《蜜運》（張衛健）   | 提名 |

## 軼事
- 此劇是2018無綫月曆作品之一。
- 此劇「麥家富」原定由曾守明飾演，因其猝逝而由杜大偉接手。[3]但於第10集中曾守明卻以海味店老闆身份登場，角色名稱亦稱為麥老闆。
- 此劇是張衛健繼《西遊記》（1996年）相隔22年後再在TVB主演的劇集。[4]
- 此劇是徐榮、張達倫、譚凱琪和簡淑兒繼《平安谷之詭谷傳說》後再度合作。
- 此劇是蔡思貝和洪永城《味想天開》後再度合作。
- 此劇是蔡思貝、曹永廉和楊秀惠《心理追兇 Mind Hunter》後再度合作。
- 第2集中洪永城其中一句對白為："軍、師、旅、團、營、連、排、班、伍"，實際張衛健由伍長升至旅長只有連升六級，並非七級。
- 第6集中徐榮傻傻地在扭不存在的軍車軚盤。
- 第30集中羅義與馬炭墓碑所示，四兄弟以年齡排序為狄奇-羅義-冬來-馬炭。
- 此劇為配合張衛健出演主角，故此當年他於《小寶與康熙》飾演的韋小寶以及於《西遊記》與《齊天大聖孫悟空》兩劇中飾演的孫悟空時的所有經典台詞皆重現於此劇內並加以改編。[5]
- 有網民發現張衛健、洪永城、徐榮、曹永廉、李嘉五人的角色設定與《Keroro軍曹》中的「Keroro小隊」五人組設定非常相似，甚至連名字都疑似參照其諧音而改（張衛健除外，角色諧音Dicky），甚至連顧落蘆（曹永廉飾）也參照對應動畫角色Kururu一樣佩戴眼鏡[6][7]，而古明華飾演的佘南則疑似影射在動畫中K隆星人的宿敵毒蛇星人。而麥先根則疑似影射黑暗Keroro，李細龜則疑似影射Garuru中尉。
- 此劇為張衛健與古明華、湯俊明、陳榮峻、張漢斌繼《西遊記》後相隔21年再度合作的劇集。
- 繼《愛·回家之開心速遞》及《跳躍生命線》，飾演章沅婉父母的陳榮峻與吳香倫在現實中也是夫妻關係。

### 中文大學通識課程因引述劇集名句疑被葛珮帆干預學術自主
- 於香港中文大學2019－2020年度下學期通識課程《中國文化要義》的考試題目中，有題目要求考生以孟子思想或荀子思想分析無綫電視劇大帥哥「誰大誰惡誰正確」一句，及以中國傳統哲學思想分析部份親建制人士言論，但並未考生評價言論孰是孰非。不過，民建聯立法會議員葛珮帆其後指控，該卷擬題不恰當，教育局「縱容」教師，又要求局方懲處該名中大導師。其後，教育界立法會議員葉建源看過試卷，反指考題只是以有關人士的言論作為切入點，並非要求考生分析時事，而是評核考生對中國傳統思想的了解，認為屬哲學層面的思考。葉又批評葛去信教局施壓的做法影響院校學術自主。[8]

### 疑影射Keroro軍曹人物設定
- 2018年，TVB播映的《大帥哥》，疑影射Keroro軍曹真人版，儘管劇情不相同，但從五位軍人的人物名字(發音)、角色性格、背景，都與Keroro軍曹中的人物角色設定相似。[9]
- 大帥哥與Keroro軍曹均以軍人為背景，同樣擁有四個部屬。Keroro軍曹麾下的Tamama、Giroro、Kururu、Dororo，分別對應的是《大帥哥》中飾演馬炭、羅義、顧落蘆和冬來。其名字發音相似，就連性格都有相同之處：馬炭遵從大哥狄奇的指令，也很依賴他，就如Keroro軍曹中的Tamama一樣；火炮營營長羅義就像Giroro一樣很有男子氣概；擔任軍師的顧落蘆為大帥出謀劃策，正如Kururu聰明絕頂；而冬來就像經常神隱的Dororo，有時候會不知所終。[10]

### 《金宵大廈2》客串
《金宵大廈2》單元三（城寨英雄GO!）中所客串的大帥哥不是張衛健，而是林子善扮演的畢得了。

## 記事
- 2017年2月16日：TVB舉行「歡迎張衛健回巢賀壽參演TVB五十周年台慶劇《大帥哥》簽約儀式」，但此劇最終沒有成為台慶劇。[11]
- 2017年3月10日：此劇於12:30在將軍澳工業村駿才街77號電視廣播城一廠Common Room舉行造型記者會[12]。
- 2017年3月14日：主要演員出席香港國際影視展宣傳劇集。[13][14]
- 2017年3月17日：此劇於15:00在將軍澳工業村駿才街77號電視廣播城十三廠舉行開鏡拜神儀式。
- 2017年7月11日：此劇於12:00在元朗欖口村欖堤東路448農莊進行外景拍攝。
- 2017年7月28日：此劇在佛山西樵山國藝影視城舉行外景開機拜神儀式，預計拍攝45日。[15][16][17]
- 2017年9月7日：全劇正式煞科。
- 2018年2月25日：此剧开始配乐。
- 2018年11月21日：此劇於16:00在將軍澳工業村駿才街77號電視廣播城民初街大帥府外舉行「帥氣登場」活動。
- 2018年12月2日：《大帥哥之四個軍官響頭炮》晚上10:30翡翠台播出。
- 2018年12月3日：此劇於19:30在佐敦佐敦道41號瑞香園大廈地舖青葉海鮮酒家1/F舉行「首播振聲威」活動。
- 2018年12月8日：此劇於15:00在荃灣大壩街4-30號荃灣廣場一樓中庭舉行「徵兵大會」活動。
- 2018年12月18日：此劇於13:30在深水埗南昌村南昌社區中心高座一樓深水埗(南)綜合家庭服務中心舉行「開倉派米 與民同樂」活動。
- 2019年1月7日：此劇於13:00在中環新海濱AIA友邦歐陸嘉年華舞台位置舉行「是敵是友 帥氣激戰」活動。
- 2019年1月17日：此劇於18:15在將軍澳工業村駿才街77號電視廣播城二樓中菜廳舉行祝捷晚宴活動。

## 名稱註解
1. ↑  諧音本角色演員張衛健的英文名Dicky
2. 1 2  諧音「無穿內衣」（沒有穿內衣）
3. ↑  名字參照艾曼紐
4. ↑  「雜崩冷」，粵語中有「什錦」的意思
5. ↑  名字參照北野武
6. 諧音機關槍的英文Machine Gun
7. 「千差」，諧音閩南語「凊彩」或「千猜」一詞的讀法（tshìn-tshái）。「凊彩」一詞於閩南話裏有「隨便」的意思
8. 諧音粵語「求其」一詞。「求其」有「隨便」的意思

## 外部連結
- 《大帥哥》encoreTVB （页面存档备份，存于）
- 豆瓣电影上《大帥哥》的資料 （简体中文）

## 電視節目的變遷

### 港澳播放
| 香港 無綫電視翡翠台 星期一至五 21:30-22:30   | 香港 無綫電視翡翠台 星期一至五 21:30-22:30 | 香港 無綫電視翡翠台 星期一至五 21:30-22:30 |
| -------------------------------------------- | ------------------------------------------ | ------------------------------------------ |
|                                              | 大帥哥 （2018.12.03 - 2019.01.11）         |                                            |
| 是咁的，法官閣下 （2018.10.29 - 2018.12.01） | 有個大老千 （2019.01.14 - 2019.02.23）     |                                            |

| 美国 TVBe 星期一至五 黃金劇場 時段 16:00-17:00 | 美国 TVBe 星期一至五 黃金劇場 時段 16:00-17:00 | 美国 TVBe 星期一至五 黃金劇場 時段 16:00-17:00 |
| ---------------------------------------------- | ---------------------------------------------- | ---------------------------------------------- |
|                                                | 大帥哥 （2018.12.03 - 2019.01.11）             |                                                |
| 是咁的，法官閣下 （2018.10.29 - 2018.12.01）   | 有個大老千 （2019.01.14 - 2019.02.23）         |                                                |

| 香港 無綫電視myTV SUPER 1台 星期一至五 19:30－20:30 | 香港 無綫電視myTV SUPER 1台 星期一至五 19:30－20:30 | 香港 無綫電視myTV SUPER 1台 星期一至五 19:30－20:30 |
| --------------------------------------------------- | --------------------------------------------------- | --------------------------------------------------- |
|                                                     | 大帥哥 （2021年2月4日－2021年3月17日）              |                                                     |
| 衝上雲霄II （2020年12月7日－2021年2月3日）          | 金宵大廈 （2021年3月18日－2021年4月14日）           |                                                     |

#### 重播
| 香港 無綫電視翡翠台 星期一至五 14:45－15:45      | 香港 無綫電視翡翠台 星期一至五 14:45－15:45                 | 香港 無綫電視翡翠台 星期一至五 14:45－15:45 |
| ------------------------------------------------ | ----------------------------------------------------------- | ------------------------------------------- |
|                                                  | 大帥哥 （2021年6月10日－2021年7月21日）                     |                                             |
| 平安谷之詭谷傳說 （2021年5月13日－2021年6月9日） | 愛情來的時候（韓國／日本） （2021年7月22日－2021年7月23日） |                                             |

### 港澳以外地區播放
| 新加坡、 马来西亚 翡翠台 星期一至五 21:30 - 22:30 | 新加坡、 马来西亚 翡翠台 星期一至五 21:30 - 22:30 | 新加坡、 马来西亚 翡翠台 星期一至五 21:30 - 22:30 |
| ------------------------------------------------- | ------------------------------------------------- | ------------------------------------------------- |
|                                                   | 大帥哥 （2018-12-03 - 2019-01-11）                |                                                   |
| 是咁的，法官閣下 （2018-10-29 - 2018-11-30）      | 有個大老千 （2019-01-14 - 2019-02-22）            |                                                   |

| 马来西亚 Astro AOD、Astro AOD HD 星期一至五 21:30 - 22:30 | 马来西亚 Astro AOD、Astro AOD HD 星期一至五 21:30 - 22:30 | 马来西亚 Astro AOD、Astro AOD HD 星期一至五 21:30 - 22:30 |
| --------------------------------------------------------- | --------------------------------------------------------- | --------------------------------------------------------- |
|                                                           | 大帥哥 （2018-12-03 - 2019-01-11）                        |                                                           |
| 是咁的，法官閣下 （2018-10-29 - 2018-11-30）              | 有個大老千 （2019-01-14 - 2019-02-22）                    |                                                           |

| 新加坡 HUB戲劇首選 星期一至五 21:30 - 22:30  | 新加坡 HUB戲劇首選 星期一至五 21:30 - 22:30 | 新加坡 HUB戲劇首選 星期一至五 21:30 - 22:30 |
| -------------------------------------------- | ------------------------------------------- | ------------------------------------------- |
|                                              | 大帥哥 （2018-12-03 - 2019-01-11）          |                                             |
| 是咁的，法官閣下 （2018-10-29 - 2018-11-30） | 有個大老千 （2019-01-14 - 2019-02-22）      |                                             |

| 澳洲 無綫翡翠台 星期二至六 21:30 - 22:30     | 澳洲 無綫翡翠台 星期二至六 21:30 - 22:30 | 澳洲 無綫翡翠台 星期二至六 21:30 - 22:30 |
| -------------------------------------------- | ---------------------------------------- | ---------------------------------------- |
|                                              | 大帥哥 （2018-12-04 - 2019-01-12）       |                                          |
| 是咁的，法官閣下 （2018-10-30 - 2018-12-01） | 有個大老千 （2019-01-15 - 2019-02-23）   |                                          |

| 越南 SCTV 9 劇集首映 每晚 19:00 - 20:00 | 越南 SCTV 9 劇集首映 每晚 19:00 - 20:00 | 越南 SCTV 9 劇集首映 每晚 19:00 - 20:00 |
| --------------------------------------- | --------------------------------------- | --------------------------------------- |
|                                         | 大帥哥 （2018-12-24 - 2019-02-01）      |                                         |
| —                                       | —                                       |                                         |

| Astro華麗台、Astro華麗台HD 星期一至五 20:30－21:30 | Astro華麗台、Astro華麗台HD 星期一至五 20:30－21:30 | Astro華麗台、Astro華麗台HD 星期一至五 20:30－21:30 |
| -------------------------------------------------- | -------------------------------------------------- | -------------------------------------------------- |
|                                                    | 大帥哥 （2019-12-10－2020-01-20）                  |                                                    |
| 跳躍生命線 （2019-11-04－2019-12-09）              | 街坊財爺 （2020-01-21－2020-02-25）                |                                                    |

| 新加坡 HUB娛家戲劇台 劇集首映 星期一至五 20:00 - 21:00 | 新加坡 HUB娛家戲劇台 劇集首映 星期一至五 20:00 - 21:00 | 新加坡 HUB娛家戲劇台 劇集首映 星期一至五 20:00 - 21:00 |
| ------------------------------------------------------ | ------------------------------------------------------ | ------------------------------------------------------ |
|                                                        | 大帥哥 （2019-02-18 - 2019-03-29）                     |                                                        |
| 鬥破蒼穹 （2018-12-17 - 2019-02-15）                   | 守護神之保險調查 （2019-04-01 - 2019-05-20）           |                                                        |

| 马来西亚 八度空间 TVB之最 星期六和日 19:00 - 20:00 · （2月13日因播映新春特备节目，暂停播映一次。） | 马来西亚 八度空间 TVB之最 星期六和日 19:00 - 20:00 · （2月13日因播映新春特备节目，暂停播映一次。） | 马来西亚 八度空间 TVB之最 星期六和日 19:00 - 20:00 · （2月13日因播映新春特备节目，暂停播映一次。） |
| -------------------------------------------------------------------------------------------------- | -------------------------------------------------------------------------------------------------- | -------------------------------------------------------------------------------------------------- |
| | 大帥哥 （2021-01-30 - 2021-05-15）                                                                 | |
| 天命 （2020-10-24 - 2021-01-24）                                                                   | 黃金有罪 (2021-05-16 - 2021-08-28)                                                                 | |